# Plaisance (Vienne)
Plaisance település Franciaországban, Vienne megyében. Lakosainak száma 177 fő (2022. január 1.). Plaisance Adriers, Lathus-Saint-Rémy, Moulismes és Saulgé községekkel határos.

## Népesség
A település népességének változása:
| Lakosok száma | 170  | 162  | 161  | 166  | 170  | 174  | 176  | 176  | 177  |
|               | 2013 | 2015 | 2016 | 2017 | 2018 | 2019 | 2020 | 2021 | 2022 |